# Obnażacz kopciuszek
Obnażacz kopciuszek (Arge pagana syn. Arge stephensii) - owad z rodziny obnażaczy pospolity na terenie całej Polski jak i Europy. Znany szkodnik  dzikich i uprawianych róż.

## Wygląd

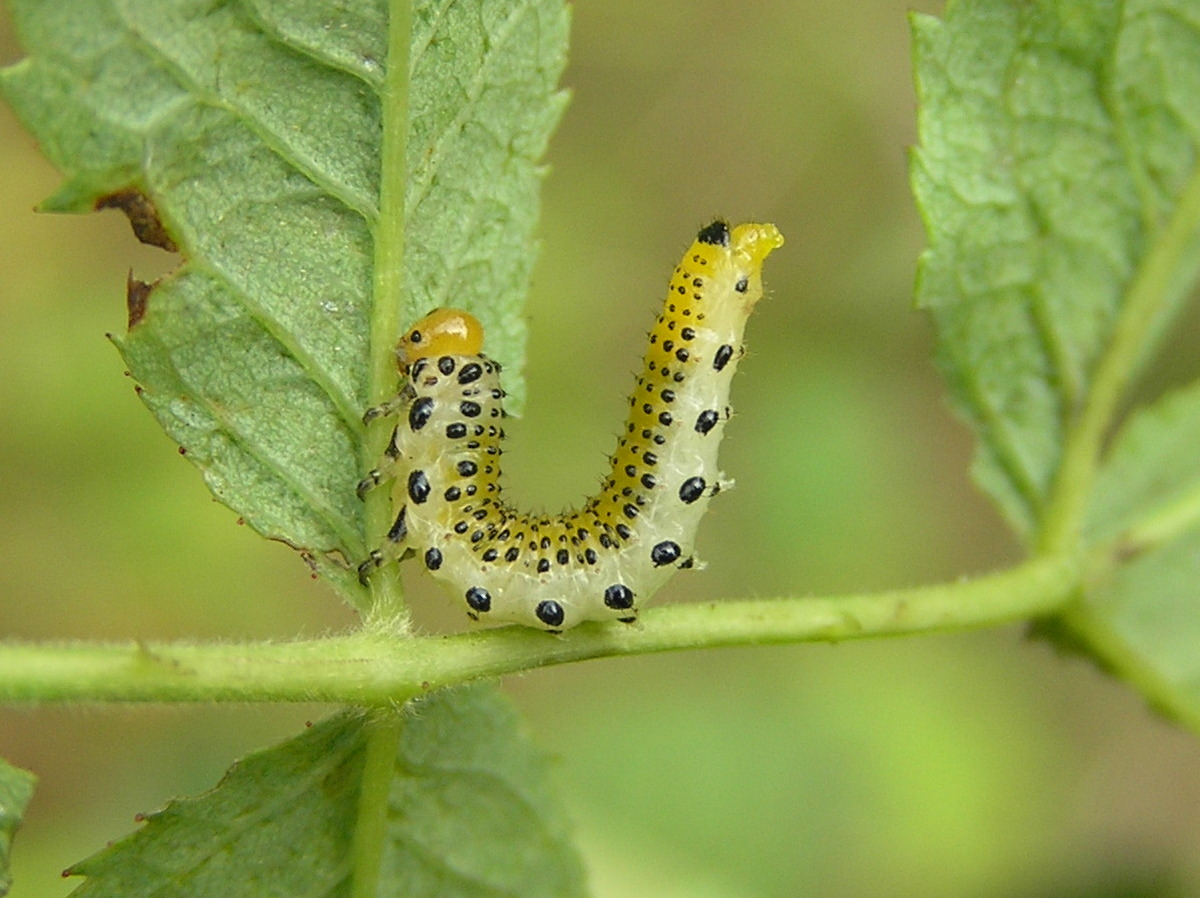
larwa w pozycji obronnej

Imago długości ciała około 1 cm. Skrzydła i żyłki na skrzydłach są czarne, często z niebieskim, metalicznym połyskiem.  Przedplecze i nogi są również czarne. Odwłok jest żółty z różnymi odcieniami. Larwy długości do 25 mm, przypominają larwy motyli - gąsienice, są barwy zielonej, zielononiebieskiej, starsze z żółtawo-pomarańczowym grzbietem, na całym ciele drobno, czarno nakrapiane. Larwy zaniepokojone wyginają się w pozycję obronną.
Sposób żerowania i wygląd przypomina obnażacza różówkę (Arge rosae).

## Biologia

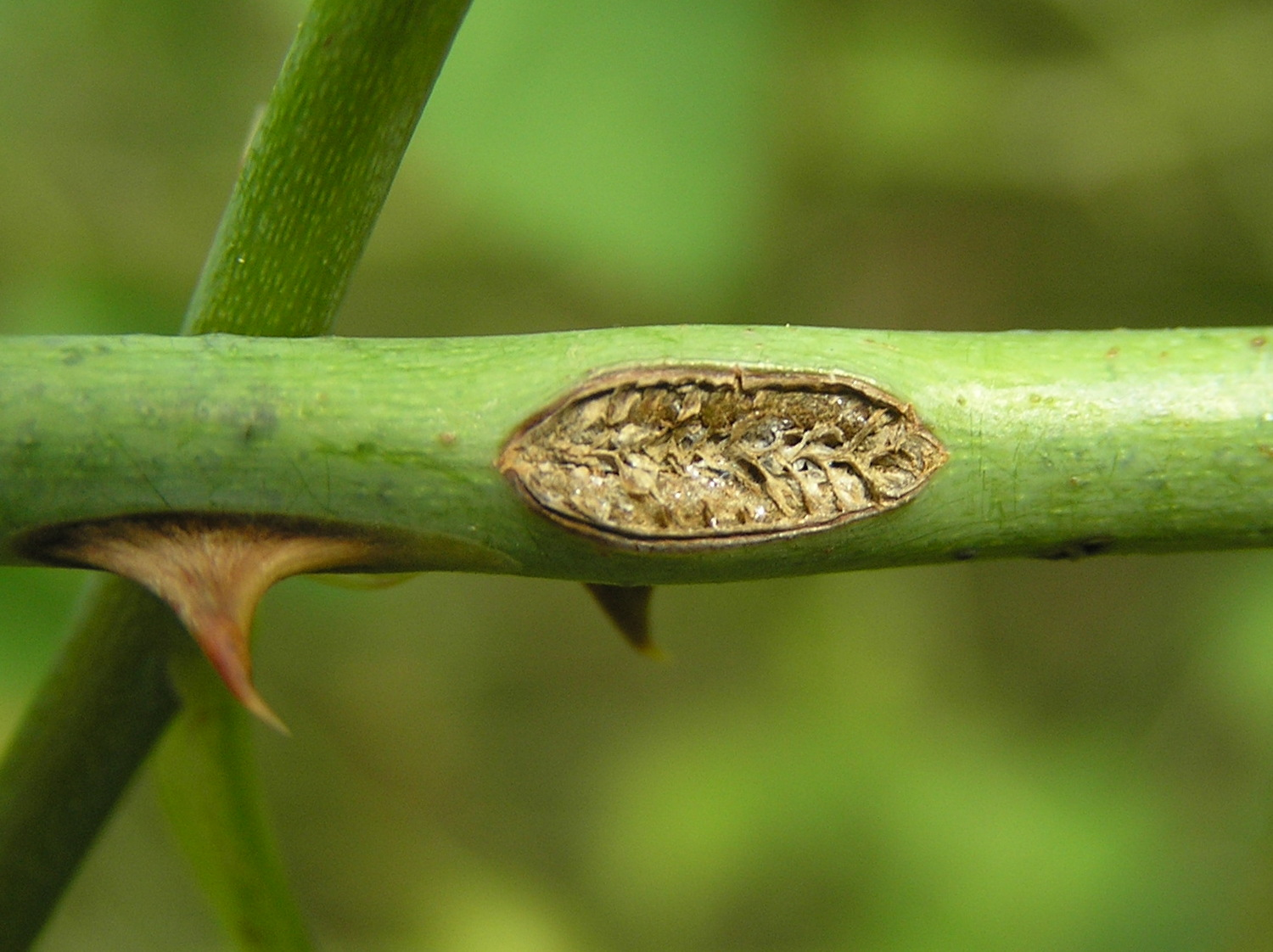
blizna na pędzie róży po złożu jaj

Rójka odbywa się głównie wiosną i wczesnym latem. W zależności od temperatury, imago najbardziej widoczne jest od marca do czerwca. Po zapłodnieniu, samica składa grupowo, jaja w naciętych przez "piłkę" (występującą na jednym z segmentów odwłoka) otworach (w dwóch rzędach). Larwy żerują gromadnie na liściach róż. Po zakończeniu żerowania, larwa schodzi i buduje w oprzędzie kokon. W ciągu roku mogą wystąpić 2, rzadko 3 pokolenia owadów.